# Johnson Macaba
Johnson Monteiro Pinto Macaba dit Johnson Macaba, né le 23 novembre 1978, est un footballeur international angolais. Il joue au poste d'attaquant.